# Schachbut bin Dhiyab

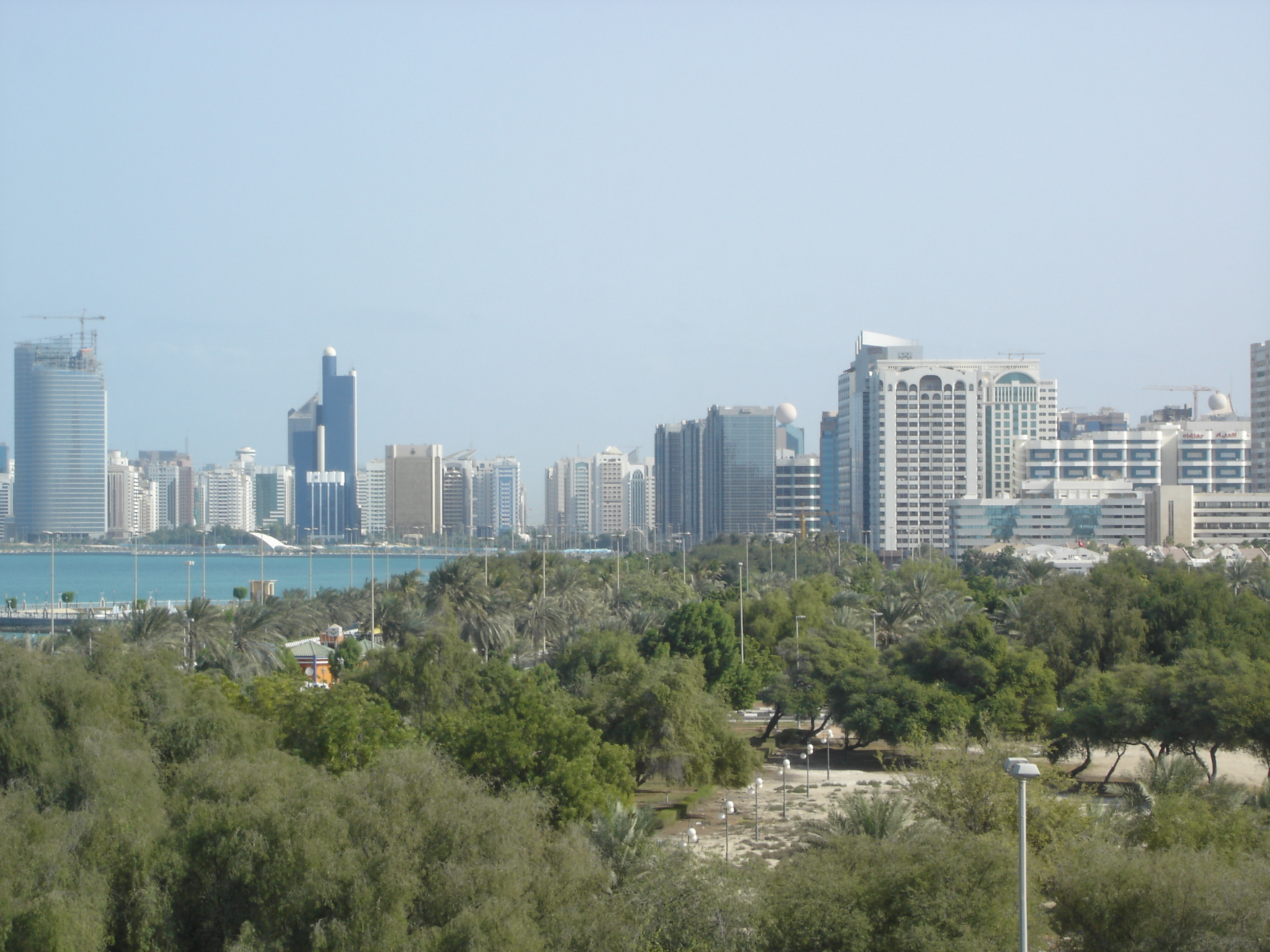
Skyline der von Schachbut bin Dhiyab gegründeten Stadt Abu Dhabi (2004)

Schachbut bin Dhiyab bin Isa Al Nahyan (arabisch شخبوط بن ذياب بن عيسى آل نهيان Šaḫbūṭ b. Ḏiyāb b. ʿIsā Āl Nahyān) war Scheich von Abu Dhabi von 1793 bis 1816. Im Jahr 1791 gründete er im Auftrag seines Vaters, Scheich Dhiyab bin Isa, den Ort Abu Dhabi nahe einer Süßwasserquelle.
Das von ihm errichtete Fort al-Hisn ist heute noch Mittelpunkt der Altstadt von Abu Dhabi.
Schachbut bin Dhiyab war Mitglied der Familie Al Nahyan aus dem Beduinenstamm Bani Yas, die heute noch die Herrscher von Abu Dhabi stellt.